# Quercus argentata
Quercus argentata Korth. – gatunek roślin z rodziny bukowatych (Fagaceae Dumort.). Występuje naturalnie w Malezji i Indonezji (na Sumatrze, Jawie oraz w Kalimantanie). 

## Morfologia
PokrójZimozielone drzewo dorastające do 40 m wysokości. Pień wyposażony jest w Korzenie podporowe. Kora jest gładka i ma szarą barwę.
LiścieBlaszka liściowa jest nieco skórzasta i ma kształt od podługowato-eliptycznego do podługowato-lancetowatego. Mierzy 8–22 cm długości oraz 3–7 cm szerokości, jest szeroko klapowana na brzegu, ma ostrokątną nasadę i spiczasty wierzchołek. Ogonek liściowy jest nagi i ma 15 mm długości. Przylistki mają równowąski kształt i osiągają 3–5 mm długości.
OwoceOrzechy zwane żołędziami o jajowatym kształcie, dorastają do 20 mm długości i 25 mm średnicy. Osadzone są pojedynczo w łuskowatych miseczkach mierzących 30 mm średnicy.

## Biologia i ekologia
Rośnie w lasach. Występuje na wysokości do 2700 m n.p.m.